# Castleside
Castleside – wieś w Anglii, w hrabstwie Durham. Leży 21 km na zachód od miasta Durham i 388 km na północ od Londynu. W 2008 miejscowość liczyła 1654 mieszkańców.